# اکبر بوگتی
اکبر بوگتی (زادهٔ ۱۲ ژوئیهٔ ۱۹۲۷ - درگذشتهٔ ۲۶ اوت ۲۰۰۶) جنگ‌سالار، سیاست‌مدار اهل بلوچستان بود.

## زندگینامه
نواب اکبر شهباز خان بوگتی در 12 ژوئیه 1926 در دره بوگتی (در بلوچستان کنونی ) به دنیا آمد. او فرزند رئیس قبیله خود نواب محراب خان بوگتی و نوه سر شهباز خان بوگتی بود . او تحصیلات اولیه خود را از مدرسه گرامر کراچی و سپس از کالج آیچیسون پس از مرگ پدرش دریافت کرد  پس از مرگ پدرش توماندار قبیله بوگتی شد او سه همسر و سیزده فرزند داشت
از همسر اولش: نواب زاده سلیم بوگتی، طلال بوگتی، ریحان بوگتی و صلال بوگتی. نواب زاده صلال بوگتی در ژوئن 1996 در تیراندازی در کویته توسط طایفه فرعی بوگتی کلپر رقیب به قتل رسید.  از همسر دوم نواب اکبر بوگتی: جمیل بوگتی. و از همسر سوم نواب اکبر بوگتی: شهزوار بوگتی. جمیل بوگتی و شهزوار بوگتی فرزندان بازمانده نواب اکبر بوگتی هستند.